# NGC 3245
NGC 3245 este o galaxie lenticulară situată în constelația Leul Mic. A fost descoperită în 11 aprilie 1785 de către William Herschel. Se află la o distanță de 21,28 de megaparseci de Pământ.